# Aarderijk
Het Aarderijk is een collectieve term voor een natie van mensen in de fictionele wereld van de televisieserie Avatar: De Legende van Aang. Een van de "Vier Naties" uit de serie is het Aarderijk, een massief continent dat het grootste deel van de oosterse hemisfeer bezet. Het Aarderijk is het land van een groep mannen en vrouwen die Aardsturen beoefenen, de magische kunst van terrakinese.
Het Aarderijk is het grootste continent van de wereld en ook het meest dichtbevolkt stuk land. Het land verschilt in verschillende gebieden met gewoontes tussen provincies en stammen. Het Aarderijk heeft ook een grote economie gebaseerd op de agricultuur en de gelimiteerde industrie, hoewel het niet zo geavanceerd is op technologie als de Vuurnatie. Net als de Luchtnomaden en de Waterstammen, kreeg het Aarderijk grote verliezen ondergaan, maar niet zulke massieve als de Waterstammen en de Luchtnomaden. Zo stond Ba Sing Se voor honderd jaar erom bekend als een van de meest veiligste gebieden voor de oorlog.
Het Aarderijk is constant in oorlog met de Vuurnatie, aangezien het Aarderijk de grootste concurrent is waardoor er steeds conflicten ontstaan bij de grenzen. Anders de Avatar, was het Aarderijk de enige obstakels tussen wereldwijde dominantie van de Vuurnatie. Hoewel de Waterstammen en het Aarderijk hun krachten met elkaar gebundeld hadden tijdens de oorlog, leverde beide partijen flinke verliezen op maar kon nog weerstand bieden. Dit eindigde sinds de infiltratie van Ba Sing Se waar prinses Azula van de Vuurnatie Ba Sing Se wist te veroveren. Bij die zomer was heel Ba Sing Se veroverd door de Vuurnatie.
Tijdens de aankomst van Sozins Komeet, aan het einde van de zomer, werd Ba Sing Se bevrijd door de Orde van de Witte Lotus, onder leiding van Iroh. Dit zorgde voor de volledige bezetting van de Vuurnatie. Met deze combinatie van de nederlaag van Vuurheer Ozai, door Avatar Aang, werd het Aarderijk volledig bevrijdt van de Vuurnatie en de oorlog gestaakt.

## Uiterlijk
De mensen van het Aarderijk staan erom bekend dat ze bruin of zwart haar hebben, in verschillende tinten. Sommige mannen en vrouwen dragen hun haar in knotjes boven op hun hoofd. Mannen hebben soms baarden en/of snorren: jongeren mannen kunnen dezelfde stijl hebben maar dragen hun haar los. Hun huidskleur is vaak lichtgekleurd en ze hebben meestal bruine of groene ogen. Ze dragen meestal groene, geelgroene of bruine kleren, hoewel ze ook wel kleren met andere kleuren kunnen dragen.
Mode in het Aarderijk speelt een grote rol bij verschillende groeperingen, vooral bij de rijkere burgers. Vooral in het zuiden en westen dragen inwoners vaak een paardenstaart, versierd met verschillende houders en pennen, en vaak hebben de mannen baarden en/of snorren. Vrouwen dragen hun haar naar beneden of gestapeld bovenop hun hoofd. In Ba Sing Se, dragen vrouwen meestal hun lange haren gewikkeld rond een steun, versierd met kwasten of bloemen; mannen meestal op een wachtrij. Omashu burgers dragen vaak tunieken over een lang gewaad of broek, met hun haar verborgen door een kleine tulband of muts. Boeren en andere arbeiders dragen meestal kegelvormige hoeden bevestigd aan het hoofd door een touw.
Leden van het leger dragen groen en beige dragen uniformen die gele accenten kunnen hebben. Traditionele kleuren die gedragen worden door het rijk zijn levendig groen en geel of meer gedempt bruin, hoewel outfits van andere kleuren kunnen worden gezien, met name in Ba Sing Se. Hun kleding en architectuur lijken de Chinese en Koreaanse invloeden te weerspiegelen.

### Nationaal embleem
Het nationale embleem van de Aarde Koninkrijk is een cirkel met in het midden van het embleem een veel kleiner vierkant. De insignes symboliseert zowel de letterlijke en figuurlijke diepte van de Aarde Koninkrijk. Het vertegenwoordigt de onmetelijke diepe lengtes van rotsen en mineralen die Aardemeesters manipuleren om hun grote steden, evenals de diepte van de bewoners de toezegging te handhaven en streven naar de inspanning van een vreedzame en productieve manier van leven. Dit embleem is te zien op de helmen van de troepen van het Aarde Koninkrijk.
Grote "muntstukken" zijn van dit ontwerp gemaakt en zijn van steen of aarde en worden soms gebruikt als wapen door Aardemeesters, wat uitgebreid te zien is in de aflevering "De Avatar Trance".
Aarderijk munten bestaat uit goud, zilver en brons stukken van verschillende groottes die gebruikt worden door de burgers om goederen en diensten te kopen, ze zijn gevormd in de vorm van het nationale embleem, maar goudstukken hebben vier inkepingen aan de rand, waardoor ze een bloemachtige vorm hebben.

## Geografie
Vanwege de enorme grootte, verschilt de geografie van de Aarde Koninkrijk enorm per regio. Een groot deel van het centrum wordt ingenomen door droge graslanden en de Si Wong Woestijn, die het zuidoosten domineert. Het noordwesten van de kust is bedekt met dichte dennenbossen tot verder naar het zuiden, deze zijn vervangen door semi-tropische loofbossen. Het gebied in de buurt Omashu is vrij bergachtig, met pijnbomen kleine bosjes en grote steppen. De zuidkust is weelderig en warm, terwijl het noordoosten van de natuurlijke habitat een kouder klimaat heeft.
De geografie van de Aarde Koninkrijk varieert enorm als gevolg van de immense grootte. De noordwestelijke gebieden zijn bedekt met dichte naaldbossen, terwijl de westkust de thuisbasis is van een warmer klimaat en vele loofbossen. Het binnenland in het westen is ook de thuishaven van de Grote Afgrond en verschillende moerassen, terwijl het centrum van het Koninkrijk bestaat uit de enorme Si Wong Woestijn. De zuidwestelijke kust is bedekt met weelderige bossen - echter verlaat een regenschaduw de gebieden ten zuidwesten van het Kolau gebergte bergketens met een spaarzame droge graslanden - de enige grote nederzetting in het gebied is Omashu die werd overgenomen door de Vuurnatie en werd omgedoopt tot Nieuw Ozai. De zuidkust is een weelderig gebied vol met rivieren en beboste gebieden, bevolkt door rijke steden als Gaoling; noorden, over de bergen, het land verandert in dunbevolkte vlakten die wederom uitkomt in de Si Wong woestijn. Het noordoosten is dan veelal onbewoond tot Ba Sing Se, en bestaat voornamelijk uit dorre bergen en naaldbossen.

### Grote steden
De grootste stad is Ba Sing Se. Daarna Omashu en er zijn verschillende dorpen en steden. In de tijd van Avatar Korra is er een stad waar alleen maar Metaalstuurders wonen. De stad is opgericht door de dochter van Toph. Avatar Korra schuilt daar voor de Rode Lotus. Later wordt de stad veroverd door de Grote Vereniger die na de dood van de Koningin het rijk verenigd heeft. Ze verenigt alle provincies en wil koningin worden. De Avatar weet haar te stoppen en degene die aanspraak maakt op de troon doet er afstand van en het Aarderijk is vrij en democratisch.

### Natuurlijke Hulpbronnen
Hoewel op het eerste gezicht de meest eenvoudige stoffen, rock en stenen blijken een van de grootste natuurlijke hulpbronnen van de aarde Koninkrijk zijn, en als zodanig worden ze veel gebruikt en gemanipuleerd voor veel doeleinden, van gereedschap tot een gehele metropool. Terwijl het Aarde Koninkrijk als geheel geen gebruik maakt van fossiele brandstoffen bijna net zoveel als de geïndustrialiseerde Vuurnatie, steenkool wordt gedolven in bepaalde dorpen voor brandstof. Het hout van hun bossen dienen ook als brandstof dat opgezadeld wordt voor de bouw.
Architectuur, landbouw-, timmer-, jacht, en mijnbouw zijn de vele belangrijke Aarderijk industrieën. De burgers zijn erin geslaagd om een geavanceerd systeem voor de handel te ontwikkelen waarvan bijna iedereen kan profiteren. Van de complexe afvalwater en het post-systeem van Omashu, tot aan de Metro Transit-stations van Ba Sing Se en diverse uitvindingen en hun uitvinders, zoals de Mechanist, dienen ze alleen als demonstratie van de verrassend ontwikkelde samenleving van de Aarde Koninkrijk.
Hetzelfde geldt voor fruit en notenbomen. Wilde dieren leven in de bossen en boerenlandschappen wat vlees toevoegt aan het eten van de inwoners van het Aarderijk.

## Overheid
- Overheidssysteem: Bondgenootschappelijke monarchie tot het kleinkind van de dochter van de Aardekoning afstand doet van de troon, dan is het Aarderijk democratisch; dit gebeurt in seizoen vier van Avatar Korra.
- Staatshoofd: Aarde-koning, later zijn dochter en daarna democratisch.
- Religieuze autoriteiten: Onbekend

Het Aarde Koninkrijk is een groot land, verdeeld in provinciën (zoals vermeld werd in de aflevering "Zuko Alleen") en de grote steden (zoals Omashu, onder andere), die weer zijn onderverdeeld in wijken of afzonderlijke steden. De hoofdstad van het Aarderijk is Ba Sing Se.
Hoewel de Aardekoning de centrale heerser van het Aarderijk is en woont in Ba Sing Se, hebben sommige steden (zoals Omashu) een eigen koning die de regent en heerser van de stad is. Officieel heeft de Aarde koning echter het hoogste gezag. De werkelijke machtsverhouding tussen deze stadskoningen en het koninklijke gezag is in de serie nooit volledig uit de doeken gedaan. Waar het Aarderijk duidelijk wordt afgeschilderd als een militaire en bureaucratische eenheid, is op veel plekken binnen de officiële landsgrenzen weinig zichtbaar van de koninklijke macht (zoals in de Si Wong-woestijn). De koningen van afzonderlijke steden zijn te vergelijken met gouverneurs maar worden daadwerkelijk koningen genoemd door de bevolking van de stad. Eens heersten trotse koningen over hun landen, maar over de generaties droegen ze meer en meer controle over de dagelijkse gang van zaken over aan de landelijke heerschappij. Hoewel vroeger die stadskoningen het meer voor het zeggen hadden, werd hun macht beetje bij beetje verkleind en kreeg de Aarde Koning meer macht en meer zeggenschap over deze gebieden waardoor er slechts enkele koningen in steden leefden, hoewel deze koningen allemaal gehoorzaamde aan de Aardekoning. De koning was in de periode van de ontwaking van Avatar Aang meer een symbool voor de mensen dan een echte regent. Veel van de wetgeving werd gedaan door de vele adviseurs en Aardekoning Kuei was in het geheel niet op de hoogte over de Oorlog omdat hem die verzwegen werd. Long Feng was degene die voor een zekere periode veel te zeggen had, met name binnen de legermacht van het Aarderijk. Nadat de Vuurnatie Ba Sing Se had veroverd, werd de positie van Aardekoning afgeschaft en vluchtte Kuei met de Avatar en zijn team.
In de afleveringen "Stad van Muren en Geheimen", is gebleken dat de Aardekoning weinig echte macht heeft, en hoewel hij voor zijn aftreden sterk vereerd werd (eventueel zelfs aanbeden), was de volledige heerschappij in Ba Sing Se in handen van verschillende adviseurs zoals Long Feng, die het Grote Secretariaat van Ba Sing Se en hoofd van de Dai Li is. Ook wordt gesuggereerd dat de regering van Ba Sing Se weinig macht gebruikt of heeft buiten haar eigen versterkte stad, hetgeen wellicht de rampzalige situatie in een groot deel van de Aarderijk verklaart.
Ook de regering in Ba Sing Se lijkt ongelooflijk autoritair te zijn, vergelijkbaar met fascistisch systeem. Alle macht is geconcentreerd op een enkele dictator, in dit geval Long Feng, en de mate van controle over de bevolking uit zich in ernstige economische en sociale regulering, gevoelens van superioriteit ten aanzien van anderen, het streven naar een utopie en hardhandig optreden tegen de oppositie door methoden zoals hersenspoeling. De regering van Ba Sing Se is sterk bureaucratisch, te zien aan het feit dat het 6 tot 8 weken zou duren tot op een verzoek van een ontmoeting met de koning wordt gereageerd.

## Cultuur
Van de gedwongen cultuur van Ba Sing Se tot de aanvankelijk geïsoleerde bewoners van Kyoshi Eiland, is de cultuur van de Aarde Koninkrijk veel minder gedefinieerd dan die van de andere naties. Dit is te danken aan zijn enorme omvang. Door hun manipulatie van de Aarde, die Iroh verwijst naar de "element van de stof", zijn Aardemeesters vrijwel onroerend, zoals weerspiegeld werd in de persoonlijkheid van de Aarde Koninkrijk burgers. Veel aanwijzingen staat dat de Aarderijk losjes is gebaseerd op Oost-Azië (vooral China en Korea) met verwijzing naar de kapsels, de architectuur, geografie, en relaties met andere landen.
Aarderijk architectuur verschilt per provincie. Net als de andere naties, is het gebaseerd op de elementaire kleur, in dit geval groen. Het merendeel van de gebouwen zijn gemaakt van steen, hout, gips en; deze kunnen worden gebruikt in combinatie met elkaar of afzonderlijk, afhankelijk van de beschikbare middelen. De meeste gebouwen hebben hellende daken bedekt met donkere grijze of groene tegels; gele tegels aan te duiden rijkdom, en worden gebruikt door aristocraten in Ba Sing Se. Het Aarde Koninkrijk insigne wordt vaak gelegd op belangrijke gebouwen en forten als een symbool van de overheid. Wegen verschillen aanzienlijk - in het land, zijn ze meestal gemaakt van goed gedragen vuil, terwijl de steden vaak goede verharde straten hebben.
De bevolking van het Aarde Koninkrijk in kleine dorpjes, grote steden en de hoofdstad van Ba Sing Se, die een aanzienlijk deel van haar burgers bevat. Kleine dorpen van een tiental bewoners dot het landschap; grotere steden, zoals Chin Dorp en Gaoling, zijn minder vaak gevonden. Vanwege de Vuurnatie aanvallen, werden veel van de eens grote steden van de Aarde Koninkrijk hetzij vernietigd (zoals Taku), of overgenomen (zoals Omashu). Kleinere steden werden meestal gedwongen tot slavenarbeid door de Vuurnatie, naar de mijne kolen en ertsen op te bouwen en hun oorlogsschepen dienen van brandstof.
De mensen van de Aarde Koninkrijk zijn trots en sterk en houden zich aan een filosofie van vreedzame co-existentie en samenwerking met de andere landen van de wereld. Aardemeesters maken gebruik van hun capaciteiten voor de defensie en de industrie en hebben fel hun steden verdedigd tegen de aanvallen van de Vuurnatie.

## Seizoen
Elk van de Vier Naties wordt beïnvloed door hun eigen dominante seizoen; dat van het Aarderijk is de lente, de tijd waarop de meeste levende dingen op Aarde herboren worden. Hierdoor worden er meer Aardemeesters geboren tijdens de lente dan in andere tijden van het jaar en hun krachten zijn het sterkst tijdens de lente.

## Militaire krachten
Omdat het Aarderijk geografisch gezien de grootste van de vier naties is, bezit het een grote variatie aan strijdkrachten en materiaal.

### Nationaal leger
Doordat het grootste deel van zijn land aan elkaar verbonden is en slecht van elkaar gescheiden door bergen, is het Aarderijk het meest afhankelijk van zijn troepen op het land. Net als bij de Vuurnatie bestaan de legers van het Aarderijk uit meesters en gewone soldaten. Soldaten, zowel meesters als gewone soldaten, dragen een grote variëteit aan wapens; van speren, zwaarden en andere soorten lanswapens tot wat meer ongewone wapens zoals hamers, bijlen en sikkels. Soldaten die niet kunnen Aardsturen dragen standaard een helm in de vorm van een strohoed, zijn zwaarder gepantserd en dragen laarzen. De helmen van Aardemeesters zijn gepunt en versierd met het symbool van het Aarderijk. Aardemeesters lopen ook op blote voeten, wat een principe is voor Aardsturen. Officieren dragen een geel harnas in plaats van het gewone groene harnas.
Aarderijk soldaten dragen kleding van verschillende kleuren in verschillende delen van het Aarderijk. Zo dragen de bewakers van Omashu net iets andere uniformen dan de andere Aardemeester in het Aarderijk. De Aardemeesters die Iroh vingen in "de Geestenwereld" droegen gele en lichtbruine kleren. Generaal Fongs soldaten droegen lichtgroene kleding, de bewakers van Volle Maan Baai droegen bruine uniformen en de persoonlijke bewakers van de Bei Fong familie droegen een lichtbruin uniform. De soldaten van Omashu die niet kunnen Aardsturen, dragen bladgroene kleuren, terwijl dit soort soldaten in andere delen van het Aarderijk olijfgroene uniformen draagt. In Ba Sing Se dragen de soldaten op de muren meer diverse uniformen met zwarte en gouden kleuren.
De cavalerie bestaat uit Struisvogelpaarden, die korte stukken verticaal kunnen klimmen en met hoge snelheden kunnen rennen. Ze worden ook gebruikt als transport voor burgers.
Aardemeesters gebruiken stenen in de vorm van het Aarderijk symbool als projectielen voor katapulten. Deze grote ronde munten zijn onmisbare wapens voor de Aardemeesters. De munten kunnen langs elkaar gezet worden om een verdedigende muur te maken of opgestapeld worden voor een uitkijktoren. Ervaren Aardmeesters kunnen deze munten gebruiken als voertuig en “rijden” in het gat in het midden van de munten.

#### Kyoshi Krijgers
De Kyoshi Krijgers zijn een vrouwelijke groep krijgers op Kyoshi Eiland, geleid door Suki.
Hun vecht-stijl is gebaseerd op die van hun oprichter, Avatar Kyoshi, hoewel geen leden van de huidige groep krijgers kan sturen. Uitgerust in donkergroen pantser en Kabuki-achtige make-up, ontworpen om tegenstanders te intimideren, gebruiken de Kyoshi Krijgers metalen waaiers als hun voornaamste wapens. Later werd onthuld dat ze ook gebruikmaken van katana’s en kleine schilden op de pols. Ze gebruiken hun waaiers als een verlenging van hun eigen arm en gebruiken de kracht van hun tegenstander tegen hen, een principe dat ook gebruikt wordt bij Watersturen. De vrouwelijke krijgers trainen niet graag mensen van buiten en al helemaal niet mannen in die unieke methodes. Traditioneel zijn alleen vrouwen toegestaan om als Kyoshi Krijges getraind te worden, hoewel er uitzonderingen zijn geweest.
Hoewel Kyoshi Eiland lange tijd neutraal bleef in de oorlog van Vuurnatie tegen het Aarderijk, werden de Kyohsi Krijges geïnspireerd om het Aarderijk bij te staan in hun strijd tegen de Vuurnatie, nadat de Avatar het eiland had bezocht. In "De Slangepas", wordt onthuld dat de krijgers niet op het front vechten, maar als bewakers dienen voor de veerboten naar Ba Sing Se. Ze verschijnen opnieuw in "Appa’s Verloren Dagen" waar ze proberen Appa te beschermen tegen Prinses Azula, Mai en Ty Lee. Na deze confrontatie infiltreren Azula, Mai en Ty Lee de hoofdstad Ba Sing Se, vermomd als leden van de Kyoshi Krijgers. Het wordt al snel duidelijk dat de Kyoshi Krijgers verslagen werden in hun strijd met Azula. Tijdens de zonsverduistering onthult Azula aan Sokka dat Suki (en waarschijnlijk ook de andere Kyoshi Krijgers) door haar gevangen is genomen.

#### Dai Li
De Dai Li zijn de culturele afdwingers van Ba Sing Se. Ze staan onder direct bevel van Long Feng, minister van cultuur en dienen als een soort geheime politie; ze arresteren en hersenspoelen iedereen die de regels over het noemen van de oorlog breekt. Naast hun aparte uniformen, zijn ze te herkennen aan hun handschoenen en schoenen van steen, die ze als goede wapens kunnen gebruiken door middel van Aardsturen. Hoewel ze de Aarde Koning dienen, zijn ze alleen trouw aan Long Feng. Echter, na de gebeurtenissen van de staatsgreep tegen de hoofdstad van het Aarderijk, hebben ze hun loyaliteit aan Azula gegeven. Het waren de Dai Li die verantwoordelijk waren voor het neerhalen van Ba Sing Se's muren zodat het leger van de Vuurnatie binnen kon komen en de hoofdstad kon bezetten.
De Dai Li werden eigenlijk vele eeuwen geleden gecreëerd door Avatar Kyoshi om de cultuur van Ba Sing Se te behouden, als reactie op een opstand tegen de regering en de zevenenveertigste Aardekoning. Op het moment heeft ze spijt van het creëren van de Dai Li, omdat ze geen idee had hoe corrupt ze zouden worden.
Ze lijken gebaseerd te zijn op de regering-agenten van de Qing Dynastie in China, over het algemeen bekend als de Dai Li (in Kantonees).

#### Koninklijke Aardemeester Wachters
De Koninklijke Aardemeester Wachters van Ba Sing Se zijn niet verbonden met de Dai Li of het leger en dienen als de persoonlijke beschermers van de Aarde Koning. Er zijn honderden van hen die het Koninklijk Paleis bewaken. Ze zijn ook gezien als poortwachters van de buiten- en binnen muren van Ba Sing Se. De wachters gebruiken speciale rotsen als projectielen tegen indringers via land en lucht. Ze dragen een donkergroen harnas met een groene veer op de top van hun helm.

#### Raad van Vijf
De Raad van Vijf is een groep van vijf hooggeplaatste generaals van het Aarderijk, onder andere Generaal How en Sung, die beslissen hoe ze hun legers die buiten Ba Sing Se vechten het best kunnen gebruiken. Het is de Raad van Vijf die alle oorlogsplannen ontwerpt en uitvoert, zoals de best manier om de hoofdstad de beschermen en de voorgestelde invasie van de Vuurnatie. Daarnaast beheerst de Raad ook de Koninklijke Bewakers, een elitetroep van wachters die de koning beschermen. De Raad van Vijf bestaat al sinds er een koning van Ba Sing Se is, en totdat Long Feng op het toneel verscheen, werkte de Raad altijd hand in hand met de Aardekoning om het welzijn van de stad te waarborgen.
Tijdens Prinses Azula's uitvoering van de staatsgreep tegen de hoofdstad, werden alle leden van de Raad gevangengenomen door de Dai Li en staan op dit moment onder huisarrest.

#### Voertuigen
Aanvankelijk had alleen de Vuurnatie beschikking over oorlogsvoertuigen, te weten hun tanks. Echter voor de geplande invasie van de Vuurnatie bouwde de Mechanist, een uitvinder uit het Aarderijk, een aantal gepantserde tanks. De tanks werden voortbewogen door Aardsturen en verplaatsten zich op een rupsachtige manier. Hoewel de buitenkant geheel van metaal was, bevatte de tanks aan de binnenkant stenen. Op deze manier konden de Aardemeester binnenin de tanks de voorkant van de tank optillen en hiermee tanks en gevechtstorens van de Vuurnatie letterlijk verpletteren. Verder konden de zijkanten van de tank geopende worden zodat Aardemeester stenen konden lanceren. De tanks waren zeer effectief tijdens de bestorming van de Koninklijke Plaza Toren en lieten zien veel schade te kunnen verdragen. Hoewel de tanks geen deel uitmaken van het officiële leger van het Aarderijk, dragen ze wel het nationale symbool op de voorkant.
Naast de tanks had de Mechanist ook nog een aantal ander voertuigen ontworpen. Dit waren kleine vracht-trucks die de Water- en Aardemeesters voorzag van water en stenen wanneer deze niet aanwezig waren. Deze trucks werden niet voortbewogen door sturen maar door een motor. Een speciale versie van deze truck was geladen met explosieven en werd als rijdende bom gebruikt om door de muur van de Plaza Toren te breken en de weg naar de Vuurnatie Hoofdstad vrij te maken.

### Marine
Er is weinig bekend over de Aarde Marine, behalve dat het waarschijnlijk inferieur is aan die van de Vuurnatie. Generaal Fong van het Aarderijk zei immers duidelijk dat de Vuurnatie binnendringen met schepen zelfmoord zou zijn. In het begin van de aflevering de "De Aardkoning" waren drie vrachtboten, waarschijnlijk met Dai Li agenten aan boord, te zien in de wateren van het Laogai Meer.
Voor de invasie van de Vuurnatie ontwerpt de Mechanist vijf onderzeeboten, die zich voortbewegen door middel van Watersturen. De onderzeeërs zijn uitgerust met een periscoop en kunnen met behulp van Watersturen torpedo's afvuren. Daarnaast dienden de onderzeeërs als transport voor de gehele invasiemacht, die niet alleen bestond uit meesters en soldaten, maar ook uit tanks.
Formeel hebben de onderzeeërs geen banden met het militaire leger van het Aarderijk, behalve dat ze gebouwd zijn door een inwoner van het Aarderijk, de Mechanist. De oorspronkelijk plannen van de onderzeeërs waren echter ontworpen door Sokka, die tot de Waterstammen behoort. Hierdoor is het nog onduidelijk of de onderzeeërs bij het Aarderijk of de Waterstammen moet worden ingedeeld (formeel zouden ze bij de Waterstammen ingedeeld moeten worden omdat ze werken met Watersturing).